# 川口隆
川口 隆（かわぐち たかし）は、日本のアニメーター。
テレコム・アニメーションフィルム出身。
現在は、テレコム・アニメーションフィルムの親会社である東京ムービーの作品に携わることが多い。

## 主な参加作品

### テレビアニメ
- 名探偵コナン （1996年 - ）原画、OP・ED原画
- サイバーシックス （1999年）作画監督
- OVERMANキングゲイナー （2002年）原画
- ラーゼフォン （2002年）原画
- WOLF'S RAIN （2003年）原画
- 妄想代理人 （2004年）原画
- BECK （2004年）原画
- KURAU Phantom Memory （2004年）原画
- 甲虫王者ムシキング 森の民の伝説 （2005年 - 2006年）原画
- エンジェル・ハート （2005年 - 2006年）OP原画
- トップをねらえ2! （2005年 - 2006年）原画
- 史上最強の弟子ケンイチ （2006年 - 2007年）原画
- 天元突破グレンラガン （2007年）原画
- 電脳コイル （2007年）原画
- カイバ （2008年）原画、第二原画
- ソウルイーター （2008年）原画、OP原画
- 亡念のザムド （2008年）原画、ED原画
- イタズラなKiss （2008年）原画
- キャシャーンSins （2008年）原画
- RIDEBACK -ライドバック- （2009年）OP原画
- ルパン三世 the Last Job （2010年）原画
- HEROMAN （2010年）原画、OP原画
- 忍たま乱太郎 （2010年）原画
- フラクタル （2011年）原画
- 君に届け 2ND SEASON （2011年）原画
- ルパン三世 東方見聞録 〜アナザーページ〜 （2012年）原画
- 神様はじめました （2012年）原画
- 東京レイヴンズ （2013年）原画
- スペース☆ダンディ （2014年）原画
- 彼女がフラグをおられたら （2014年）原画
- カードファイト!! ヴァンガード レギオンメイト編 （2014年）OP原画
- 名探偵コナン 江戸川コナン失踪事件 〜史上最悪の2日間〜 （2014年）原画
- 神様はじめました◎ （2015年）原画、OP・ED原画
- 名探偵コナン エピソード“ONE” 小さくなった名探偵 （2016年）原画

### 劇場版
- ルパン三世　風魔一族の陰謀 （1987年）動画
- AKIRA （1988年）動画
- おじさん改造講座 （1990年）動画
- ルパン三世 くたばれ!ノストラダムス （1995年）原画
- 劇場版名探偵コナンシリーズ （1998年 - ）
  - 名探偵コナン 14番目の標的 （1998年）原画
  - 名探偵コナン 瞳の中の暗殺者 （2000年）原画
  - 名探偵コナン 天国へのカウントダウン （2001年）原画
  - 名探偵コナン ベイカー街の亡霊 （2002年）原画
  - 名探偵コナン 迷宮の十字路 （2003年）原画
  - 名探偵コナン 銀翼の奇術師 （2004年）原画
  - 名探偵コナン 水平線上の陰謀 （2005年）原画
  - 名探偵コナン 探偵たちの鎮魂歌 （2006年）原画
  - 名探偵コナン 紺碧の棺 （2007年）原画
  - 名探偵コナン 戦慄の楽譜 （2008年）原画
  - 名探偵コナン 漆黒の追跡者 （2009年）原画
  - 名探偵コナン 天空の難破船 （2010年）原画
  - 名探偵コナン 沈黙の15分 （2011年）原画
  - 名探偵コナン 11人目のストライカー （2012年）原画
  - 名探偵コナン 絶海の探偵 （2013年）原画
  - 名探偵コナン 異次元の狙撃手 （2014年）原画
  - 名探偵コナン 業火の向日葵（2015年）作画監督補佐
  - 名探偵コナン 純黒の悪夢（2016年）作画監督補佐
  - 名探偵コナン から紅の恋歌（2017年）原画
  - 名探偵コナン ゼロの執行人（2018年）原画
- カウボーイビバップ 天国の扉 （2001年）原画
- それいけ!アンパンマン 夢猫の国のニャニイ （2004年）原画
- それいけ!アンパンマン ハピーの大冒険（2005年）原画
- パプリカ （2006年）原画
- それいけ!アンパンマン いのちの星のドーリィ（2006年）原画
- 時をかける少女 （2006年）原画
- ストレンヂア （2007年）原画
- 鉄人28号 白昼の残月 （2007年）原画
- それいけ!アンパンマン 妖精リンリンのひみつ （2008年）原画
- 交響詩篇エウレカセブン ポケットが虹でいっぱい （2009年）キャラクター原画
- それいけ!アンパンマン だだんだんとふたごの星 （2009年）原画
- 宇宙ショーへようこそ （2010年）原画
- 借りぐらしのアリエッティ （2010年）原画
- 伏 鉄砲娘の捕物帳 （2012年）原画
- かぐや姫の物語 （2013年）作画
- ルパン三世VS名探偵コナン THE MOVIE （2013年）原画
- それいけ!アンパンマン りんごぼうやとみんなの願い (2014年) 原画
- それいけ!アンパンマン ミージャと魔法のランプ （2015年）原画